# Dromadaire (lépidoptère)
Notodonta tritophus
Pour les articles homonymes, voir Dromadaire (homonymie).
Espèce
Le Dromadaire, Notodonta tritophus, est une espèce de lépidoptères, un papillon de nuit qui appartient à la famille des Notodontidae, à la sous-famille des Notodontinae, et au gente Notodonta.
- Répartition : Europe.
- Envergure du mâle : 22 à 27 mm.
- Période de vol : de mai à septembre en une ou deux générations.
- Habitat : bois jusqu’à 1 500 m.
- Plantes-hôtes : Populus, Salix, Betula.
- Synonyme : Tritophia tritophus (Denis et Schiffermüller, 1790).

## Source
- P.C. Rougeot, P. Viette, Guide des papillons nocturnes d'Europe et d'Afrique du Nord, Delachaux et Niestlé, Lausanne 1978.